# Ковила дивна
Ковила́ ди́вна (Stipa adoxa) — дуже рідкісна багаторічна рослина родини тонконогових. Вид занесений до Червоної книги України, Червоного списку Міжнародного союзу охорони природи, Європейського Червоного списку. Ґрунтотвірна, протиерозійна та перспективна декоративна культура.

## Опис
Щільнодернинна трав'яниста рослина заввишки 20-100 см, гемікриптофіт. Коренева система мичкувата. Стебла голі, під вузлами коротко запушені шорсткими шипиками, спрямованими вверх. Листкові піхви біля основи солом'яно-жовті. Листки вузьколінійні, складені вздовж, ззовні (знизу) шорсткі від шпичастих горбочків, зсередини (зверху) коротко запушені. Ширина листкової пластинки в розгорнутому стані складає близько 2 мм, в згорнутому вигляді становить 0,5-1 мм.
Суцвіття — волоть, що складається з 5-7 одноквіткових колосків. Нижня квіткова луска 17-22 мм завдовжки. Крайові смужки волосків на сім'янці доходять до основи остюка. Остюк 27-45 см завдовжки, двічі колінчастозігнутий, по всій довжині пірчастий, в нижній штопороподібно закрученій частині запушений волосками 0,5-1,7 мм завдовжки. Перо 7-10 мм завширшки. Плід — зернівка.

## Екологія та поширення
Рослина світлолюбна, морозо- і посухостійка. Зростає на відслоненнях, крейдяних схилах, узліссях дібров. У кам'янистих і різнотравно-типчаково-ковилових степах трапляється разом з гіацинтиком Палласівим, Genista scythica, Euphorbia cretophila. Нерідко трапляється як домішка до панівних видів ковили — найкрасивішої та Лессінга.
Розмножується насінням, вегетативне розмноження відсутнє. Цвітіння відбувається раз на 3-5 років, у травні-червні. Запилюється вітром. Плодоношення відбувається у червні-липні. Насіння достигає лише в окремі сприятливі роки, внаслідок чого відтворення виду незадовільне.
Ендемік басейну Дону. Більша частина ареалу знаходиться на теренах України в межах Донецької області на Приазовській височині. Саме тут, у заповіднику «Хомутовський степ», цей вид був описаний вперше. За межами України достеменно відомий лише один осередок, розташований біля села Лисогорка (Ростовська область, Росія). Також наводиться місцезростання біля річки Голубая у Волгоградській області, хоча деякі дослідники ставлять цю знахідку під сумнів і вважають, що ця популяція належить до ковили Сирейщикова.

## Значення і статус виду
Вид загалом мало досліджений. На його чисельність негативно впливають порушення екотопів внаслідок господарської діяльності, надмірне випасання худоби, весняні пали. Ковила азовська охороняється лише в Українському степовому заповіднику (філія «Хомутовський степ»). За межами України занесена до Червоної книги Волгоградської області Росії, але на теренах цієї країни не охороняється в жодному з об'єктів заповідного фонду.
Як ендемічна і малодосліджена рослина має велике наукове значення. Враховуючи низьку чисельність цієї ковили, в сільському господарстві вона не відіграє важливої ролі, втім приносить користь, закріплюючи слабкі кам'янисті та крейдяні ґрунти. Перспективна для вирощування як декоративна рослина. Культивування в ботанічних садах рекомендується і з метою збереження генофонду виду. Станом на 2014 рік цей вид можна побачити лише в колекції Донецького ботанічного саду.

## Систематика
Ковила дивна входить до групи так званих «парадоксальних ковил», поширених переважно у східному Середземномор'ї. Це монотиповий вид, в межах якого не описано жодних підвидів. Систематично вона найбільш близька до ковили Сирейщикова, інколи їх навіть поєднують в один видовий комплекс Stipa syreistschikowii P.Smirn. s.l.